# Alexandre Chem
Pour les articles homonymes, voir Alexandre Chemetoff (homonymie).
Alexandre Chem ou Chem (pseudonyme d'Alexandre Pavlovitch Chemetoff, né le 31 juillet 1898 à Rostov-sur-le-Don et mort le 19 janvier 1981 dans le 13e arrondissement de Paris) est un dessinateur français d'origine russe.

## Biographie
Favorable à la Révolution russe de février 1917, Alexandre Chemetoff participe ensuite à la guerre civile du côté de l'Armée blanche et se réfugie en Tunisie en 1920. En 1924, il rejoint la France et travaille surtout pour la publicité (Air France, dès 1933).
Bien intégré au milieu russe émigré, Chem se lie avec Nadejda Teffi, Remizov, Gazdanov, les peintres Pougny, les Benois, Serge Charchoune, etc.

### Famille
Il est le père de l'architecte Paul Chemetov et le grand père de l'architecte Alexandre Chemetoff.

## Œuvre
Le Dictionnaire des illustrateurs de livres d'enfants russes 1917-1945 de Françoise Lévêque et Serge Plantureux cite deux albums du Père Castor illustrés par Chem (Les 3 Ours et Chacun sa maison). On y retrouve le style russe des années 1930 dans les superbes illustrations couleurs mélangeant gaiement formes, lettres et couleurs pures.
Alexandre Chem a par ailleurs illustré des livres du Club français du livre, des éditions Messidor ou du Club des amis du livre progressiste dont il réalise parfois les maquettes de couverture.
En 1967, il participe, avec Elsa Triolet, à la création d'une exposition itinérante sur le poète Vladimir Maïakovski, « La vie illustrée de Maïakovski ». Cette exposition, réalisée selon les principes du montage futuriste, circule en France à partir d'avril 1967.